# Petting, Traunstein
Petting là một đô thị thuộc huyện Traunstein, Bayern, Đức. 